# Feldmark Strohkirchen
Feldmark Strohkirchen este o arie protejată (arie de protecție specială avifaunistică — SPA) din Germania întinsă pe o suprafață de 756 ha, integral pe uscat.

## Localizare
Centrul sitului Feldmark Strohkirchen este situat la coordonatele 53°23′08″N 11°18′21″E / 53.3856°N 11.3058°E.

## Înființare
Situl Feldmark Strohkirchen a fost declarat arie de protecție specială avifaunistică în aprilie 2008 pentru a proteja 4 specii de animale.

## Biodiversitate
Situată în ecoregiunea continentală, aria protejată nu include niciun habitat protejat.
La baza desemnării sitului se află mai multe specii protejate de  păsări (4): barză albă (Ciconia ciconia ciconia), presură de grădină (Emberiza hortulana), sfrâncioc roșiatic (Lanius collurio), ciocârlie de pădure (Lullula arborea).